# 鹅肠菜 (石竹目)
鹅肠菜（学名：Myosoton aquaticum）为石竹科鹅肠菜属的唯一种。分布在北半球温带和亚热带以及北非和中国大陆的南北各省等地，生长于海拔350米至2,700米的地区，一般生于灌丛林缘、河流两旁冲积沙地的低淡处或水沟旁。
属名Myosoton源于希腊语mys（老鼠）和sote（保存、保护）的合成词；种名aquaticum意为水生的。

## 别名
牛繁缕（中国植物图鉴）；鹅肠草、石灰菜（甘肃武都）；大鹅儿肠（陕西石泉）；鹅儿肠（湖北鹤峰）

## 异名
- Malachium aquaticum (L.) Fries
- Stellaria aquatica (L.) Scop.